# Hermann Brandt
Hermann Brandt (6 octobre 1897 à La Chaux-de-Fonds - 15 novembre 1972 à Genève) était un médecin du sport suisse. Il s'est fait connaître pour avoir développé le tchoukball.

## Activités de médecine du sport
Après des études de médecine et de biologie, le Dr Brandt a exercé à Genève et, dès les années 1920, a apporté une contribution significative à la médecine du sport. À son initiative, des examens de médecine du sport ont été introduits au Club de gymnastique de Genève en 1928. Dans les années 1920 et 1930, il a soutenu l'introduction du volley-ball et du basket-ball féminin en Suisse. Après la guerre, il a travaillé comme médecin d'équipe dans divers sports (volley-ball, handball et handisport).

## Développement du tchoukball
Le Dr Brandt a toujours porté une attention particulière à la prévention des blessures. Il constata que ces traumatismes étaient dus à l'exécution de mouvements inadaptés à la physiologie de l'individu, ainsi qu'aux nombreuses formes d'agressions présentes dans certains sports. Son analyse a renforcé cette inquiétude relative à la valeur éducative des sports modernes, qui pour lui ne doivent pas aboutir à la fabrication systématique de champions, mais « contribuer à l'édification d'une société humaine valable ». Il conçoit donc un nouveau jeu, le tchoukball, qu'il expose dans le cadre de son « Étude critique scientifique des sports d'équipe », pour laquelle il reçoit le Prix Thulin de la Fédération internationale d'éducation physique, en 1970. Ce sport est aujourd'hui pratiqué dans de nombreux pays. En 1971, une fédération internationale, la FITB, a été fondée, ainsi qu'une fédération suisse. Le Dr Brandt a été le premier président de ces deux fédérations, jusqu'à sa mort.